# San Miguel de Urcuquí (canton)
San Miguel de Urcuquí est un canton d'Équateur situé dans la province d'Imbabura.